# ببر سفید (فیلم ۲۰۱۲)

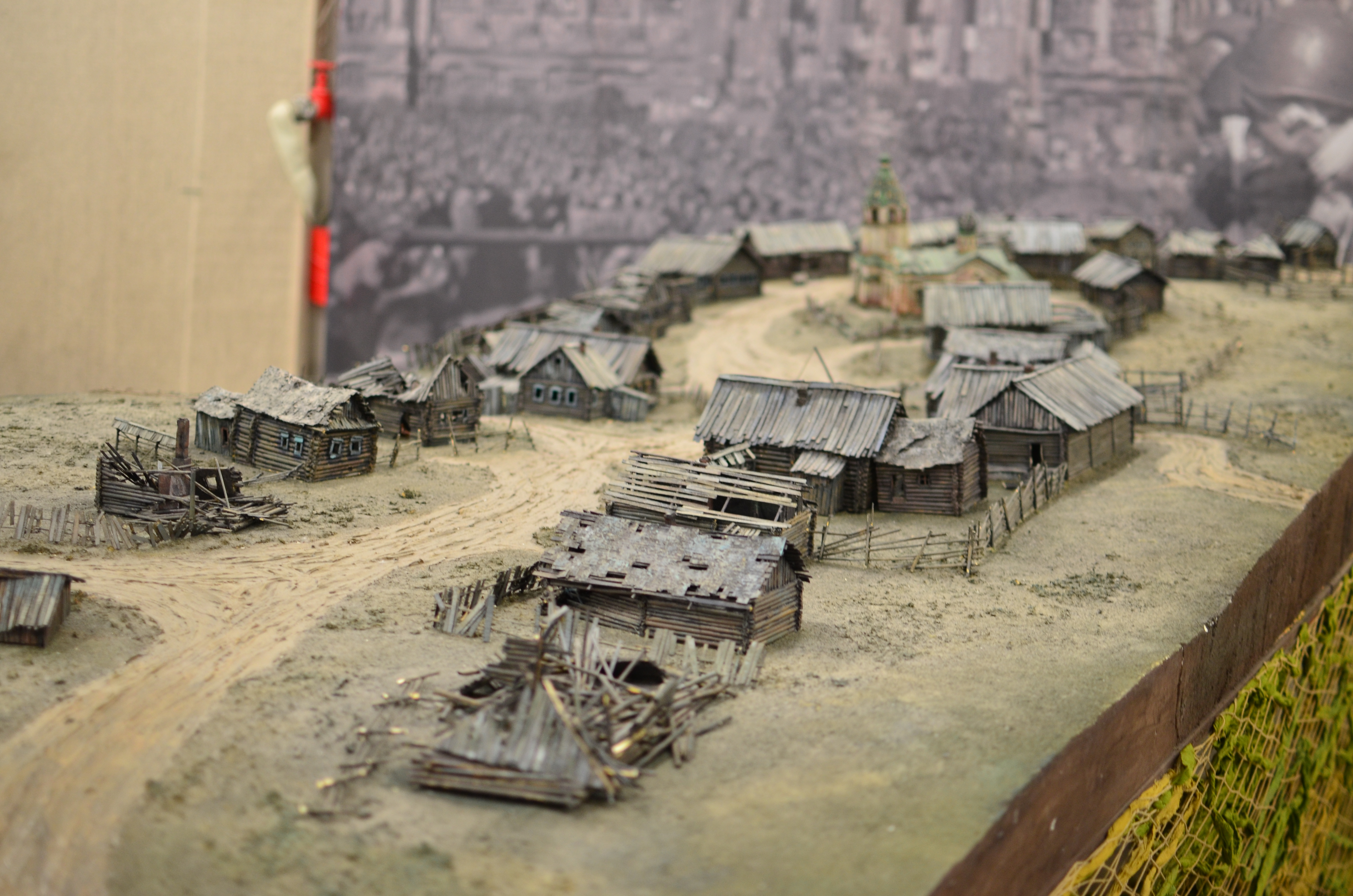
ببر سفید(فیلم)

ببر سفید (روسی: Белый тигр) یک فیلم جنگی روسی محصول ۲۰۱۲ به کارگردانی کارن شاخنازاروف و نویسندگی مشترک با الکساندر بورودیانسکی بر اساس رمان تانکیست، ili "Belyy tigr" (خدمه تانک، تانکر یا ببر سفید) اثر رمان‌نویس روسی ایلیا بویاشوف است. این فیلم در مورد یک فرمانده تانک شوروی بشدت مجروح در جبهه شرقی (جنگ جهانی دوم) است که با ردیابی و نابود کردن یک تانک مرموز و شکست‌ناپذیر نازی که سربازان شوروی آن را "ببر سفید" می‌نامند وسواس زیادی پیدا می‌کند. شوروی تانک جدید و قدرتمندتر تی-۳۴ را طراحی کرد و به فرمانده تانک وظیفه انهدام ببر سفید را محول کرد.